# Anthene flavomaculatus
Anthene flavomaculatus är en fjärilsart som beskrevs av Grose-smith och Kirby 1893. Anthene flavomaculatus ingår i släktet Anthene och familjen juvelvingar. Inga underarter finns listade i Catalogue of Life.